# ハートランドフェリー
ハートランドフェリー株式会社 (Heart Land Ferry) は、日本の海運会社。
北海道と利尻島、礼文島を結ぶ離島フェリー航路を運航している。以前は、サハリン（樺太）のコルサコフ港（旧・大泊）への国際航路も運航していた。旧称は東日本海フェリー（ひがしにほんかいフェリー）。 本項では、持株会社であるハートランドホールディングス株式会社、グループ会社のオクシリアイランドフェリー株式会社についても記述する。

## 歴史
昭和初期に稚内港と利尻・礼文島間の定期航路を開設した事が事業の始まりであるが、丸一水産の頃から赤平町で陸運業などを手がけていた蔦井與三吉が経営参画し、稚内利礼運輸と改組した頃から道内で海運を中心に手広く事業を興す。1972年に東日本海フェリーへ社名変更を行い、奥尻島 - 江差港航路を蔦井が経営する道南海運から譲受され、日本海側の道内都市と離島間の輸送に特化している。
1999年にはサハリン方面への国際定期航路の運航を開始。その後2003年の東日本フェリー破綻後は蔦井グループ親会社の蔦井本社が保有していた株式を自社で取得し蔦井グループとの資本関係を薄めグループ各社の入居していた「蔦井ビル」から退去し独立運営に移る。
2008年1月に現社名に変更。かつて提携関係にあった東日本フェリーと経営上の関係がなくなり類似した社名で利用者の混乱を招いていた事もありイメージの一新を図るべく、就航地の豊かな自然や地域に根づく「もてなしの心」を表現したものとし、奥尻・利尻・礼文の離島を「ハートランド」と位置づけ「思いやりの心が根付く自らの地域を住民が誇りに思うとともに、島を訪れる観光客にも魅力に触れて欲しい」といった願いが込められた。
社章にあしらわれたハートランドの「H」には社名のほか北海道・ホスピタリティ・ハートフルの意味も込められており、右下から左上にのびる濃藍色は日本海・左下から右上に伸びる茜色は朝焼けと夕焼けを表している。また船体デザインは社章をパターン化し島や人の絆と未来へ向かう航跡を表すとともに濃藍色を基本色に各船ごとに就航地の自然を象徴するイメージカラーをあしらう。
2024年10月1日にはグループ経営体制に移行し、持株会社「ハートランドホールディングス」が設立されハートランドフェリーの蔦井孝典社長がホールディングスの社長となり子会社2社の会長を兼任し、子会社として旧来のハートランドフェリーは稚内市に本社を移転し利尻・礼文航路を受け持ち稚内支店長が新社長となり、「オクシリアイランドフェリー」を奥尻町に設立し奥尻航路を受け持ち江差・奥尻支店長を社長に据える形とした。

### 沿革
- 1925年（大正14年） - 宗谷地方沿岸部で水産業開発を行う丸一組合が鴛泊村に創業する。
- 1934年（昭和9年） - 開発にともなう海運需要から丸一組合を解散させ、丸一水産株式会社として設立する。
- 1937年（昭和12年）6月 - 水産業を新設した利尻漁業株式会社へ分割譲渡。社名を稚内利礼運輸株式会社に変更し、本社を稚内市へ移転する。
- 1943年（昭和18年）2月 - 蔦井商船株式会社と合併する。
- 1946年（昭和21年）7月 - 国鉄との連絡運輸を開始。
- 1969年（昭和44年）10月 - 内航海運業の許可を取得。
- 1970年（昭和45年）4月 - 初のカーフェリー「第一宗谷丸」が就航する。
- 1972年（昭和47年）
  - 2月 - 道南海運より江差 - 奥尻航路と乗合旅客自動車運送業を譲受、社名を東日本海フェリー株式会社に変更する。
  - 9月4・9日 - 「利礼丸」を用い稚内-ネベリスク間で戦後初の民間船による日本-サハリン間のチャーター運航を実施[6]。
- 1973年（昭和48年）2月 - 乗合旅客自動車運送業などを奥尻町に譲渡。
- 1977年（昭和52年） - 奥尻-瀬棚航路就航[7]。
- 1980年（昭和55年）10月 - 札幌本社を設置し総務・経理部門を移管。
- 1985年（昭和60年）- 平均12.8%の運賃値上げを実施[8]。
- 1986年（昭和61年）5月 - 本社を稚内から札幌に完全移転。
- 1991年（平成3年）5月2日～3日 - 稚内-コルサコフ間で「第十宗谷丸」を用い戦後初の稚泊航路ルートでのチャーター運航を実施[9]。
- 1993年（平成5年）
  - 7月12日 - 北海道南西沖地震による津波被害により奥尻港ターミナルビルが損壊し、使用不能となる（1994年7月復旧[10]）。
  - 7月15日 - 奥尻港に仮設桟橋を設け奥尻 - 瀬棚航路再開[11]。
  - 7月16日 - 奥尻 - 江差航路再開[11]。
- 1999年（平成11年）5月 - 「アインス宗谷」を稚内－コルサコフ航路に就航させ、日本の船舶会社として同航路の運航に参入。
- 2000年（平成12年） - 内航貨物船部門に参入[12]。
- 2007年（平成19年）
  - 内航貨物船部門から撤退[12]。
  - 3月31日 - JR北海道との連絡運輸が廃止となる。
- 2008年（平成20年）
  - 1月1日 - 社名をハートランドフェリー株式会社に変更する。
  - 5月12日 - 稚内港新フェリーターミナル完成。
- 2013年（平成25年）- 旅客大幅減少により、利尻・礼文航路の夏季の運航を1日4往復を3往復へ減便。
- 2015年（平成27年）4月 - 離島航路に事業を集中させるため、サハリン航路から撤退[4]。
- 2019年（平成31年）
  - 1月1日 - 平均14.2%の運賃値上げを実施[8]。
  - 2月13日 - 瀬棚 - 奥尻航路休止[13]。
- 2024年（令和6年）10月1日 - グループ経営体制へ移行。経営企画部門を担う親会社「ハートランドホールディングス」と奥尻-江差航路を担う新子会社「オクシリアイランドフェリー」を設け、ハートランドフェリーが稚内に本社を移転し稚内-利尻礼文航路を引き続き運航する[14]。

## 航路

### 就航中の航路
- 利尻・礼文航路
  - 稚内港 - 鴛泊港（利尻島）
  - 稚内港 - 香深港（礼文島）
  - 鴛泊港 - 香深港
  - 沓形港（利尻島） - 香深港（6月～9月の季節限定運航）
- オクシリアイランドフェリー（グループ子会社）
  - 江差港 - 奥尻港（奥尻島）

### 過去の航路
- 稚内港 - コルサコフ （2015年9月19日廃止）
- 瀬棚港 - 奥尻港（2019年から運休、末期の2018年度は5月 - 10月の季節運航[7]）
  - 2025年時点では瀬棚港の着岸設備の再確認や従業員・発券機の配置コストがかかるといった理由から再開に難色を示している[15]。

## 船舶

### 運航中の船舶

#### 利尻・礼文航路

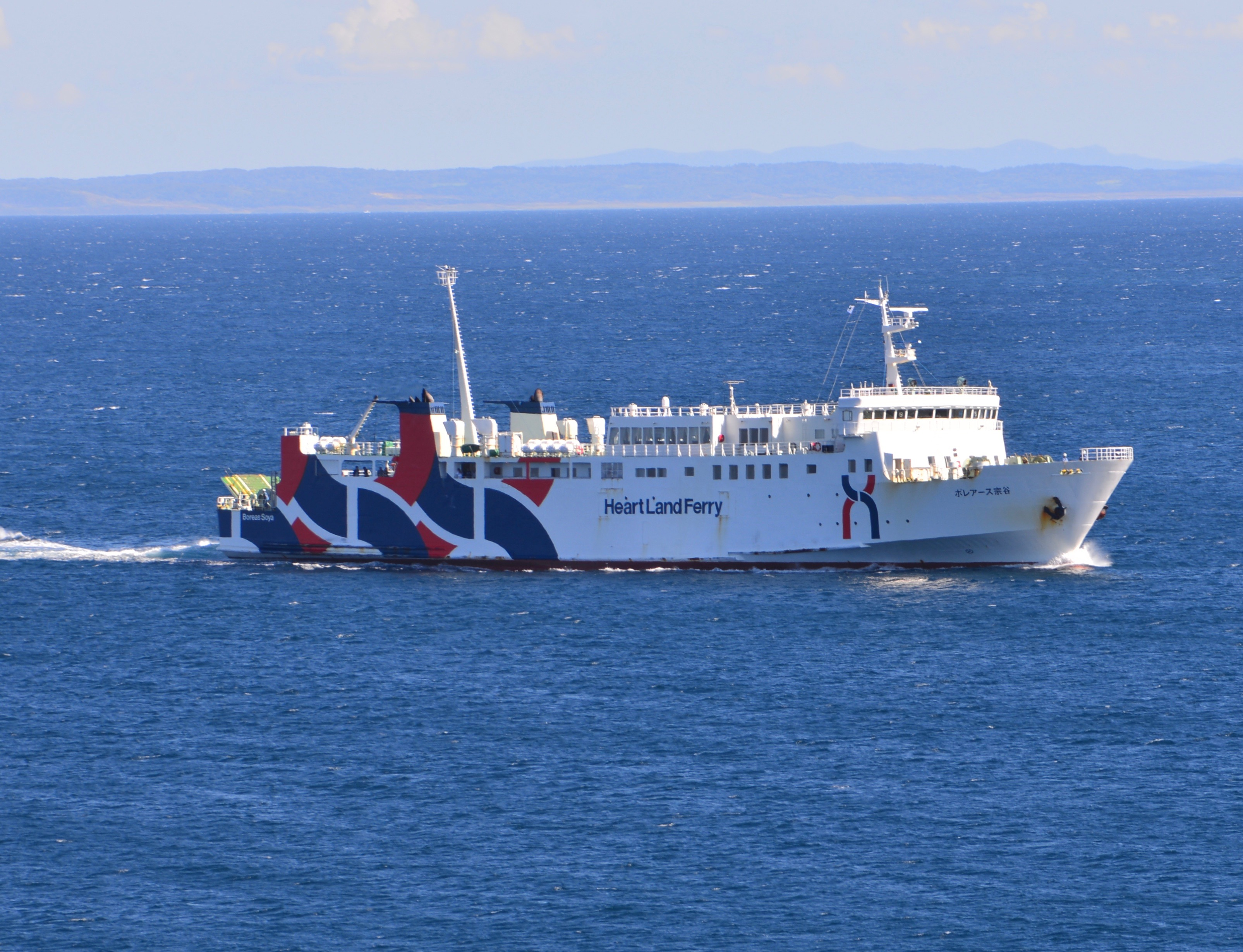
ボレアース宗谷 - 鴛泊港（2018年9月）

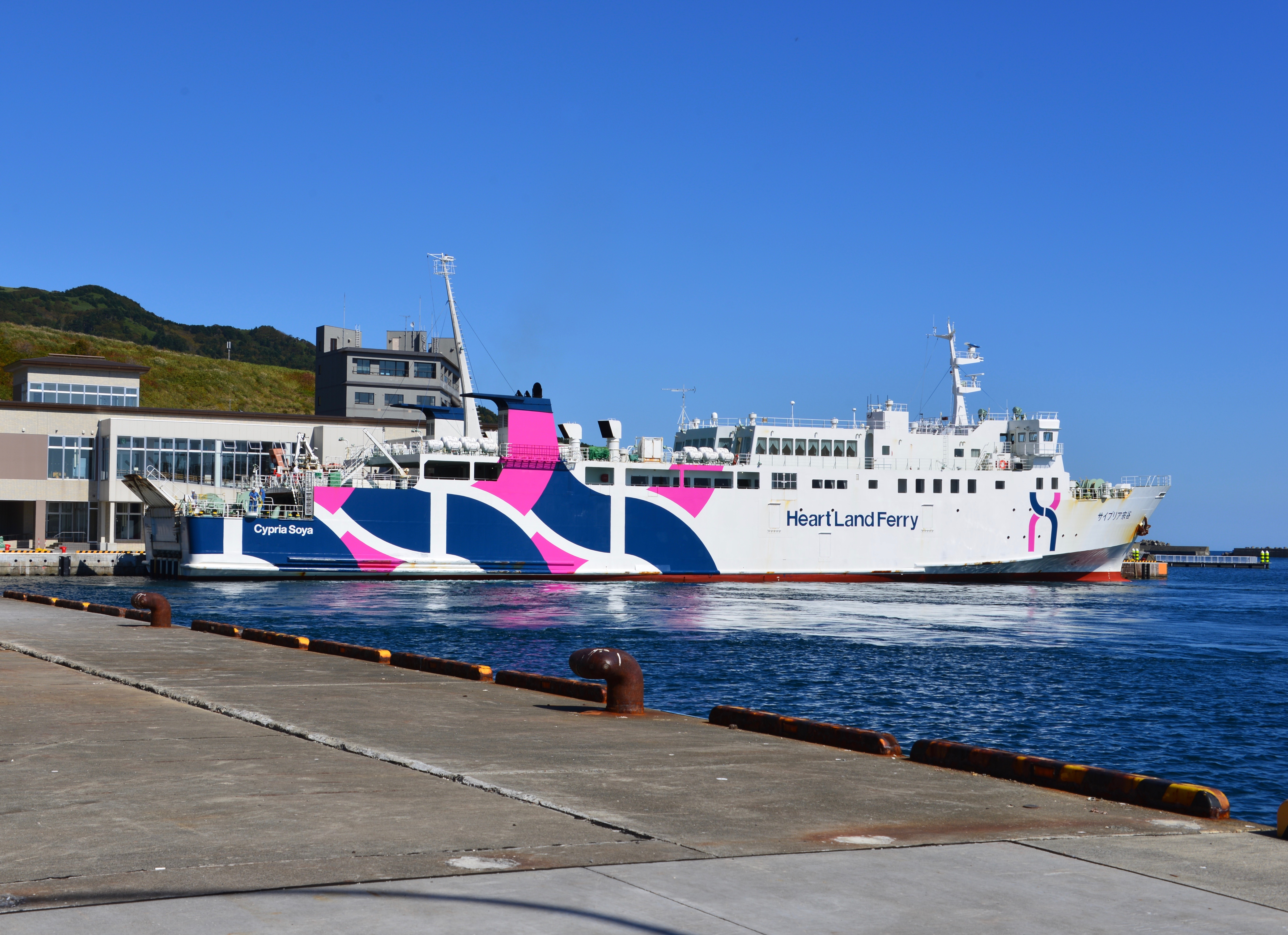
サイプリア宗谷 - 香深港（2018年9月）

ボレアース宗谷
2002年6月竣工、2003年5月就航。3,578総トン、全長95.70m、幅15.00m、出力4,700kW、航海速力19.7ノット（最大20.4ノット）。
旅客定員500名（夏期632名）。車両積載数：トラック(8t)21台・乗用車66台。内海造船瀬戸田造船所建造。
船名の由来は、就航地域特有の自然である北風から、ギリシア神話の北風の神「ボレアース」より。
サイプリア宗谷
2008年1月20日進水、2008年4月20日竣工、同年5月1日就航。3,555総トン、全長95.70m、幅15.00m、速力19.6ノット。（最大20.5ノット）。
旅客定員475名（夏期550名）。車両積載数：トラック(8t)21台・乗用車55台。
船名の由来は、礼文島にのみ生息する野生のラン「レブンアツモリソウ」の学名(w:Cypripedium)と、国・地域名(IA)を合わせた造語。
本航路に就航する船舶としては初めてフィンスタビライザーを装備。バリアフリー設備としてエレベーターを設置。
アマポーラ宗谷
2019年9月27日進水、2020年2月4日就航。4,250総トン、全長96.50m、幅15.00m、速力19.1ノット。
旅客定員495名（夏期550名）。車両積載数：トラック(8t)21台・乗用車53台。船名は 利尻島に自生する 「リシリヒナゲシ」にちなみ、 ヒナゲシのスペイン語より命名

#### 奥尻航路

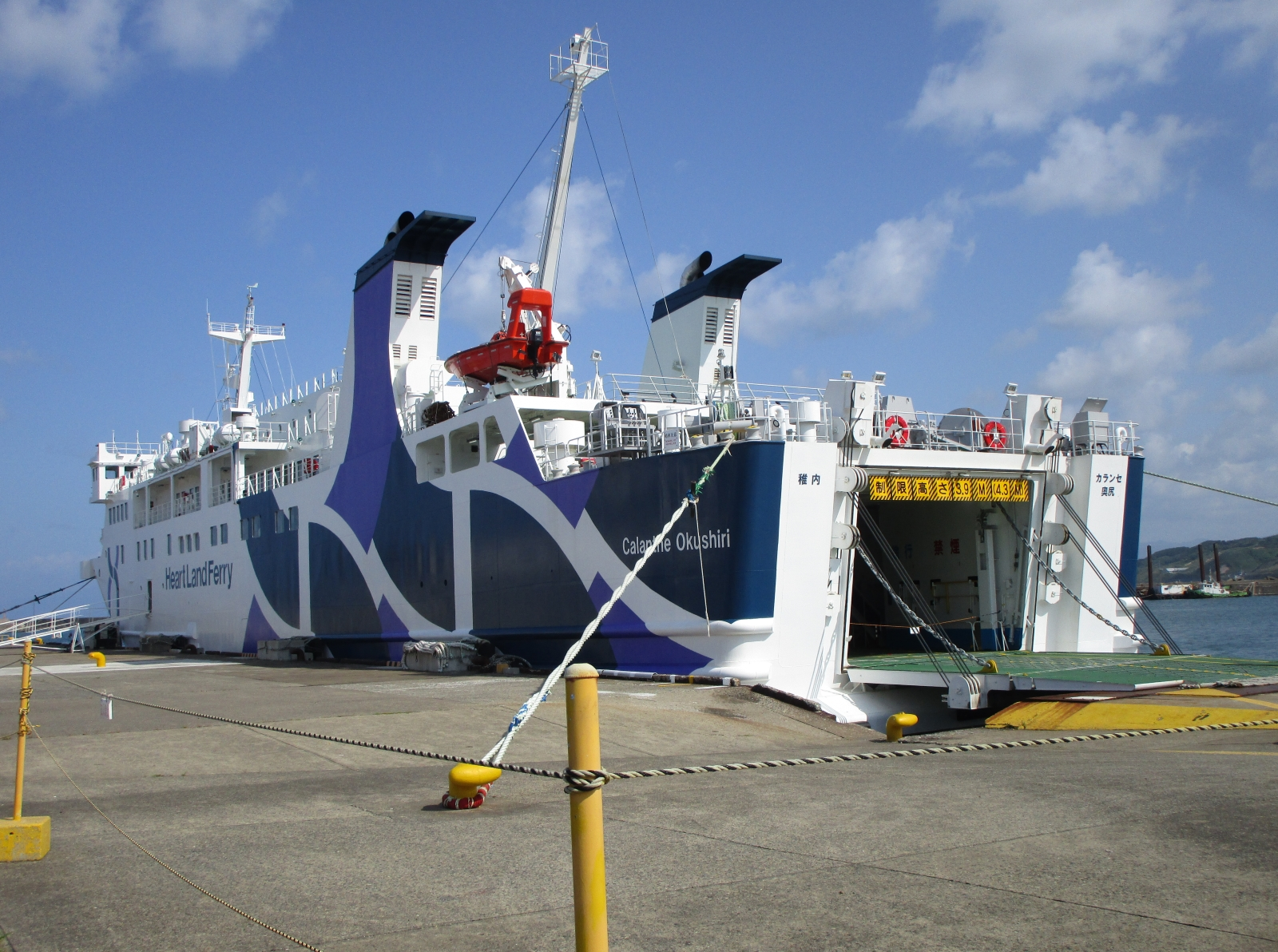
カランセ奥尻 - 江差港（2017年8月）

カランセ奥尻
2017年1月27日進水、5月1日就航。3,650総トン、全長87ｍ、航海速力17.5ノット。
旅客定員460名 車両積載数：8トントラック18台または乗用車48台。内海造船瀬戸田工場建造。
船名の由来は、奥尻島に自生するエビネ「オクシリエビネ」の学名「calanthe」から。

### 過去に就航していた船舶

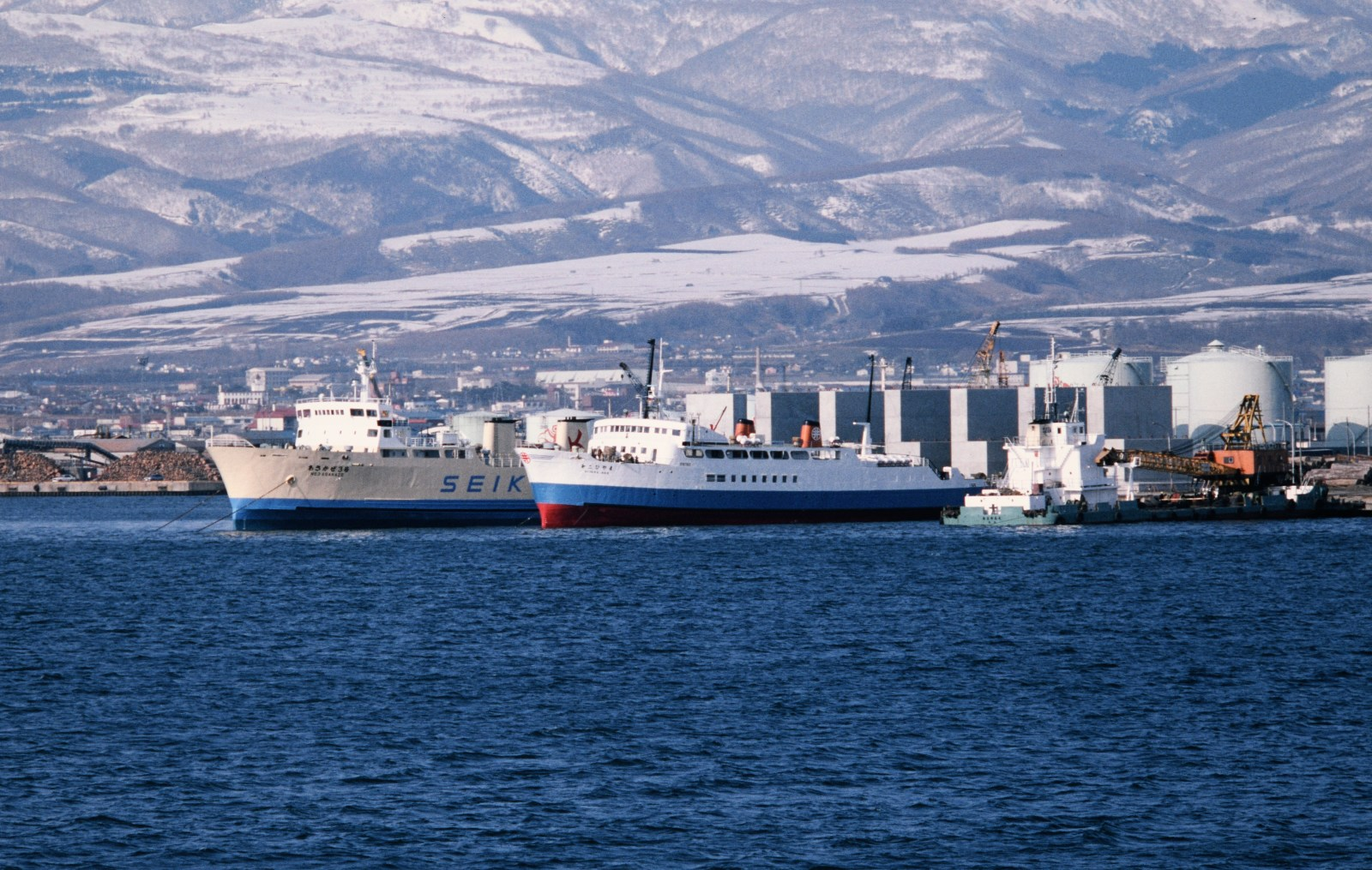
第二ひやま(中央) - 函館港（1986年3月）

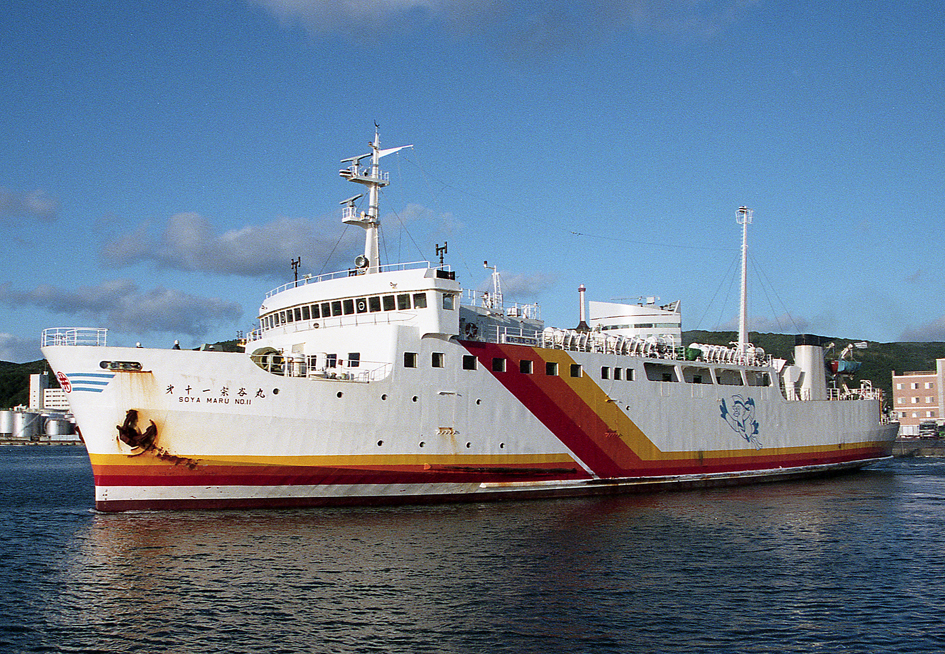
第十一宗谷丸 - 稚内港

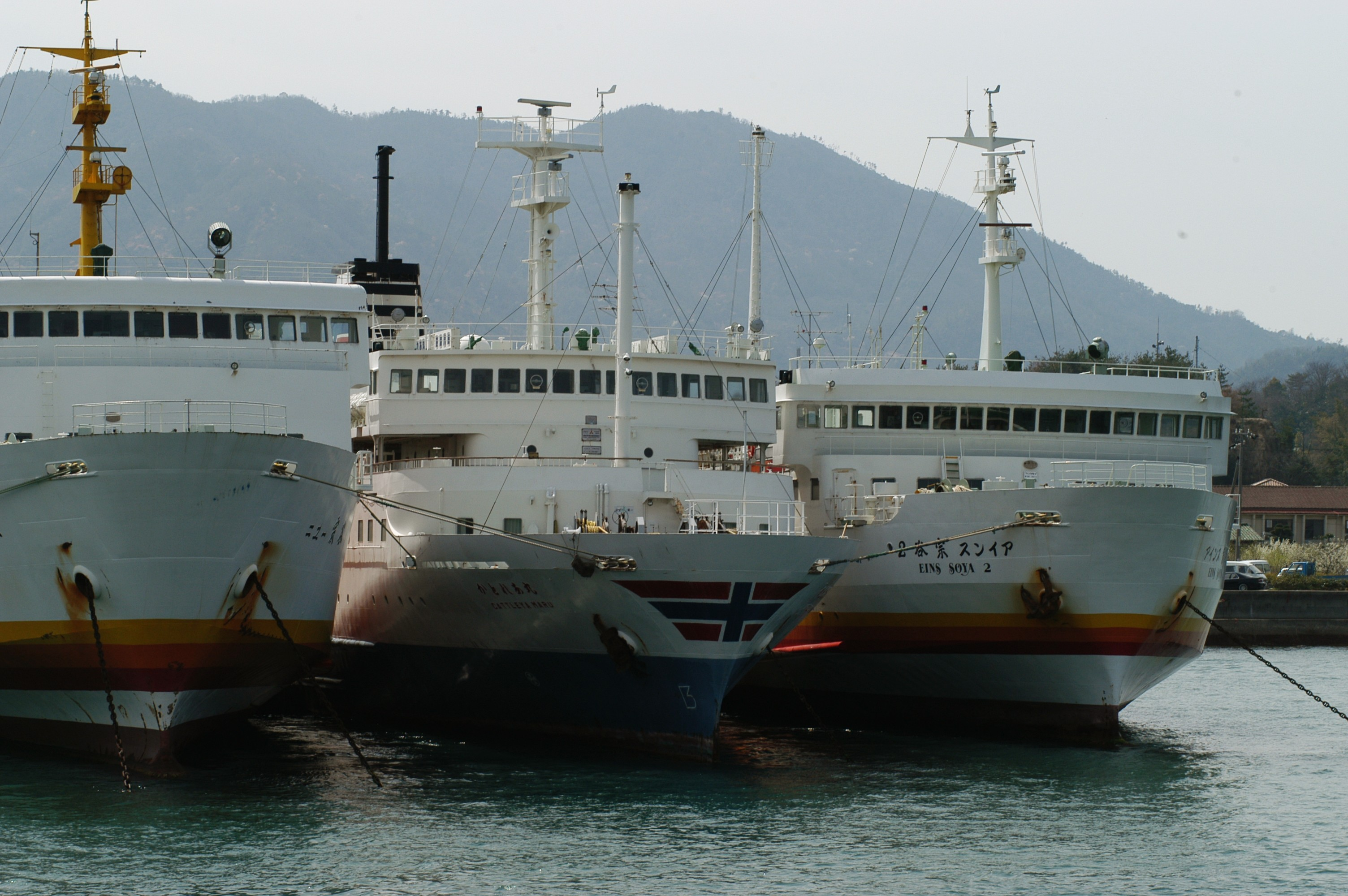
アインス宗谷2(右) - 生口島（2004年3月）

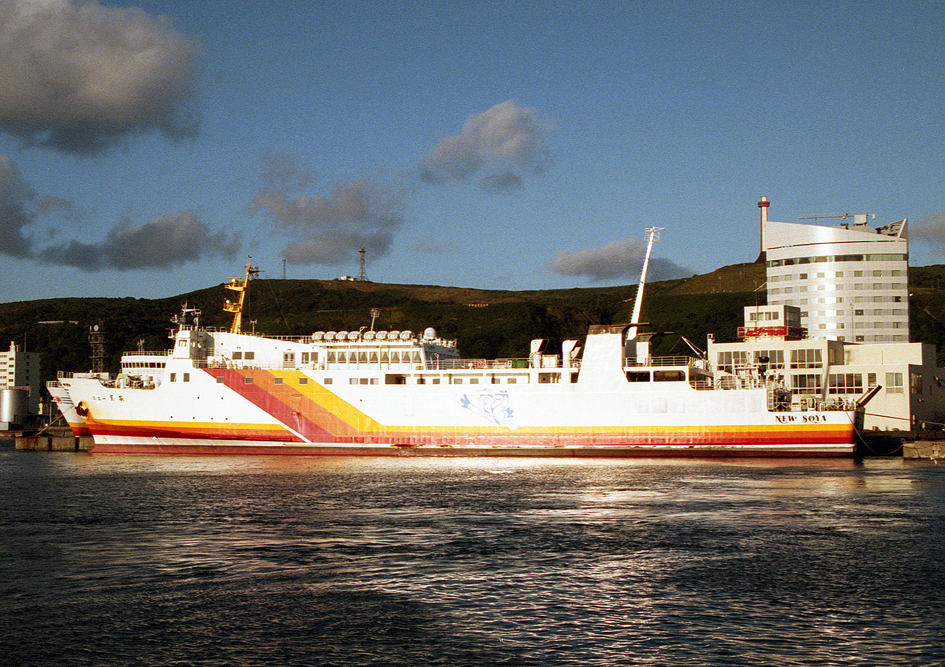
ニュー宗谷 - 稚内港

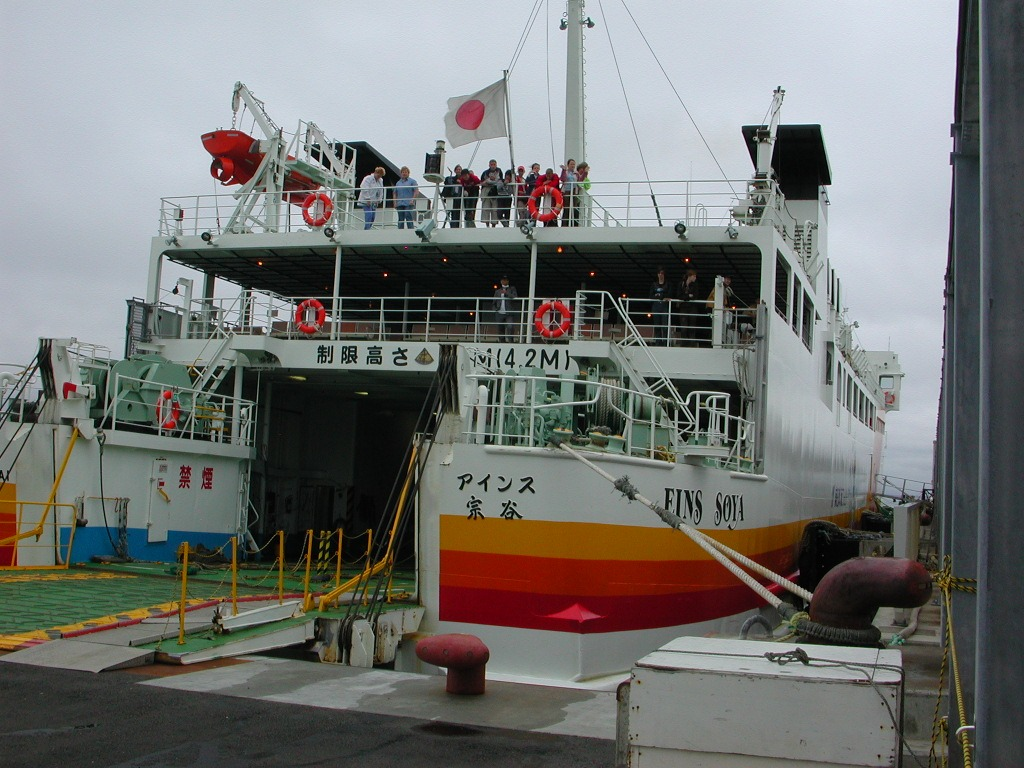
アインス宗谷 - 稚内港（2003年8月、旧塗装）

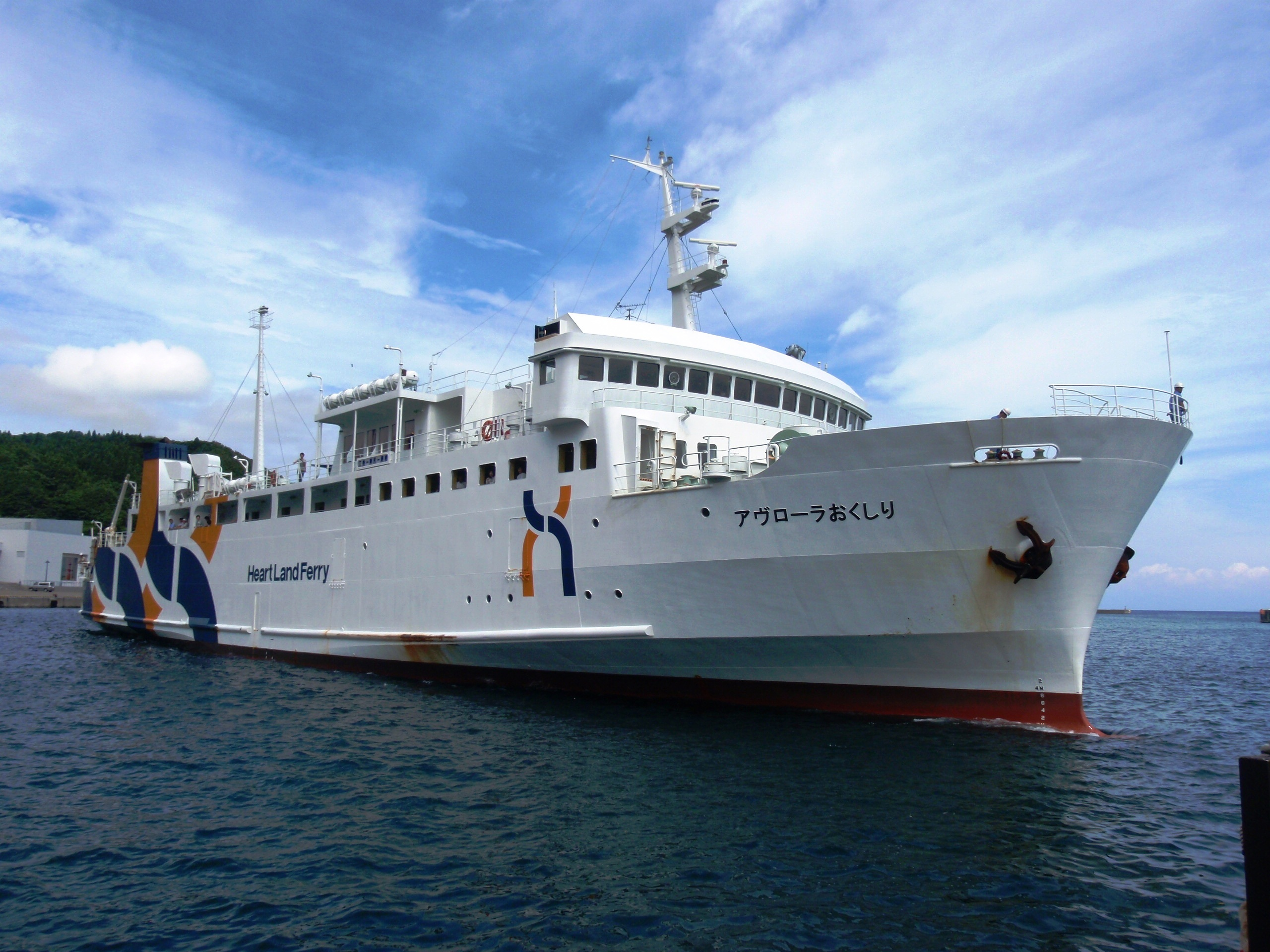
アヴローラおくしり - 奥尻港（2011年8月）

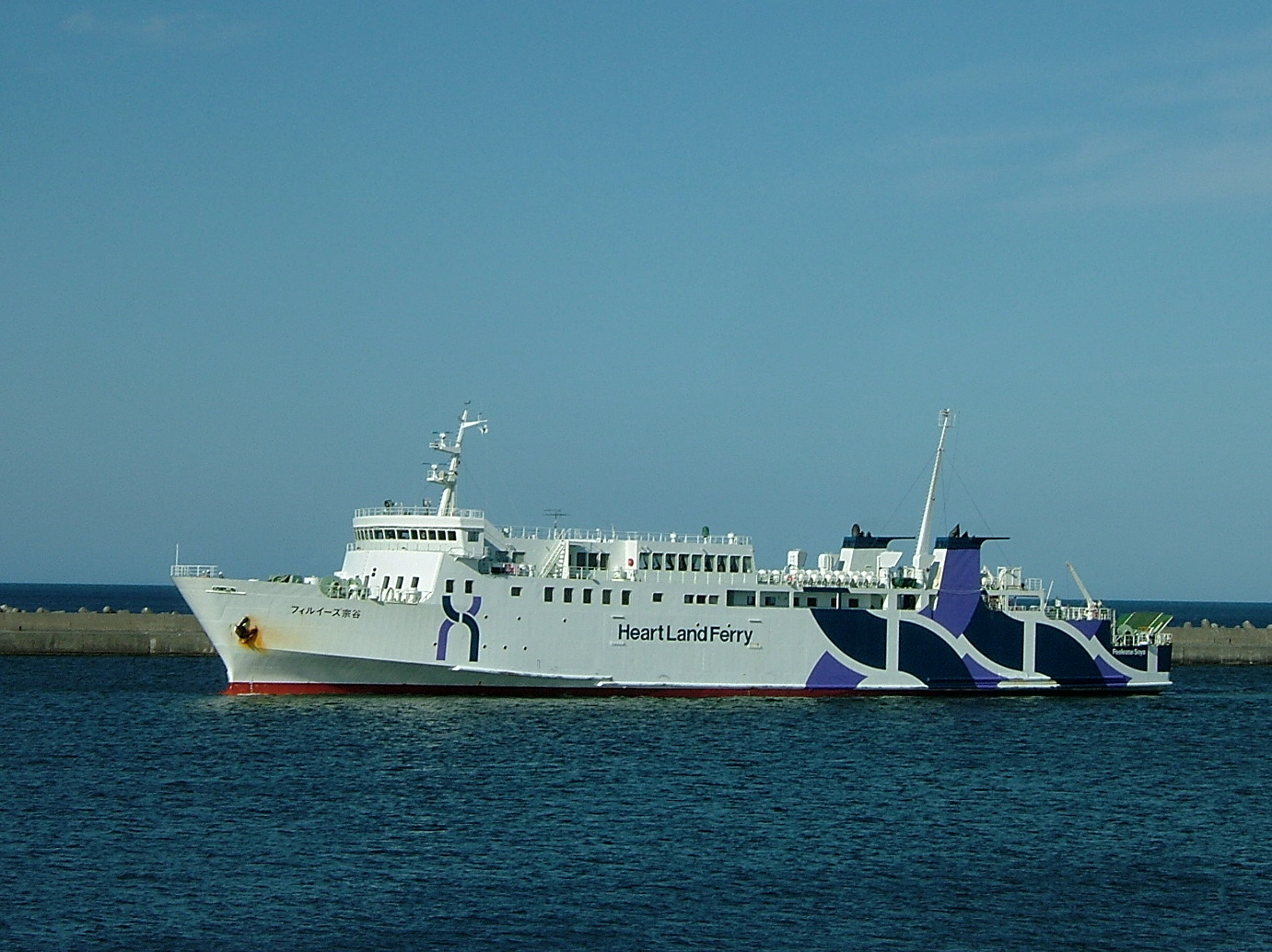
フィルイーズ宗谷 - 稚内港（2008年9月）

第二太洋丸
木造船。
第二東洋丸
1933年10月進水、木造船。
82.83総トン、垂線間長26.3m、幅4.6m、深さ2.0m、焼玉機関、出力100ps、航海速力8.5ノット、旅客定員38名。
第三東洋丸→利礼丸
1936年10月進水、1943年改名、木造船。
125.53総トン、ディーゼル1基、出力225ps、航海速力9.5ノット、旅客定員113名。
利尻丸
1954年6月竣工、函館ドック建造。1963年5月船体延長。
202.10→253.56総トン、登録長32.00→36.80m、型幅6.20m、型深さ2.80m、ディーゼル1基、出力400ps、航海速力10ノット、旅客定員144→250名。
礼文丸
1957年7月竣工、金指造船所建造。1964年5月船体延長。
184.17→230.12総トン、全長(延長後)39.20m、型幅6.40m、型深さ2.80m、ディーゼル1基、出力370ps、航海速力10ノット、旅客定員105→131名。
第三利礼丸
1964年6月竣工、東北造船建造、北海道離島航路整備所有。
172.00総トン、全長33.40m、型幅6.40m、型深さ2.80m、ディーゼル1基、出力450ps、航海速力10.6ノット、旅客定員113名。
第二利礼丸
1960年12月竣工、日新造船工業建造。北海道離島航路整備所有。もと道南海運「おくしり丸」、1967年改名・就航。
134.99総トン、全長31.04m、型幅5.70m、型深さ2.60m、ディーゼル1基、出力320ps、航海速力11ノット、旅客定員94名。
第一宗谷丸
1970年4月就航、中村造船鉄工建造。
537.37総トン、全長50.10m、幅11.00m、出力1,800ps、航海速力13.87ノット、旅客定員440名、乗用車8台。
初めて就航したカーフェリー（いわゆる「公団船」）。
第二宗谷丸
1972年4月竣工。楢崎造船建造。
998.40総トン、全長65.90m、幅11.50m、出力2,600ps、航海速力14.6ノット（最大15.89ノット） 。
旅客定員469名（夏期709名）。車両積載数：トラック(8t)9台・乗用車6台。。
1988年10月、北海商船へ傭船。現在はフィリピンCokaliong Shipping Lines「Filipinas Dinagat」。
奥尻丸
1967年6月竣工、1972年4月就航。中村造船鉄工建造。もと道南海運の奥尻航路フェリー化第一船。
327.61総トン、全長40.5m、幅9.2m、出力1,000ps、航海速力12.9ノット、旅客定員200名、乗用車22台。
奥尻航路に就航、1977年、舘浦漁業協同組合に売船、「第二フェリーいきつき」に改名。
第二大函丸
1965年7月竣工、1972年4月就航(買船)。下田船渠建造。
479.79総トン、全長48.35m、幅12.25m、出力1,200ps、航海速力13.5ノット、旅客定員336名、トラック12台。
もと東日本フェリー。奥尻航路に就航。1984年売船。
第五宗谷丸
1971年7月竣工、1975年5月就航(買船)。中村造船鉄工建造。
790.78総トン、全長61.00m、幅12.80m、出力2,000ps、航海速力13.6ノット、旅客定員484名、8tトラック18台または乗用車52台。
もと東日本フェリー第七大函丸。利尻・礼文航路に就航。現在はフィリピンCokaliong Shipping Lines「Filipinas Dapitan」。
第一ひやま
1970年5月竣工、1977年6月就航(買船)、楢崎造船建造。
796.52総トン、全長61.35m、幅12.80m、出力2,000ps、航海速力13.5ノット、旅客定員462名、8tトラック18台または乗用車52台。
もと東日本フェリー第六大函丸。奥尻航路に就航、1991年フィリピンに売船。
第七宗谷丸
1968年5月竣工、1981年3月就航(買船)。田熊造船建造。
999.98総トン、全長68m、幅14.2m、出力2,660ps、航海速力14ノット、旅客定員482名、トラック22台。
もと東日本フェリー第二青函丸。利尻・礼文航路に就航。1985年海外売船。
第八宗谷丸→第二ひやま
1968年12月竣工、1982年10月就航(買船)。田熊造船建造。
998.22総トン、全長68m、幅14.2m、出力2,660ps、航海速力15.9ノット、旅客定員240名、トラック22台。
もと北海商船おたる丸。利尻・礼文航路に就航、1987年奥尻航路に転配、改名。1993年海外売船。
第十宗谷丸
1984年5月就航、内海造船田熊工場建造。
1,554総トン、全長70.40m、幅14.50m、出力3,200ps、航海速力14.15ノット、旅客定員650名、8tトラック16台。
利尻・礼文航路に就航。現在はフィリピンGothong Southern Shipping Lines 「Doña Rita Sr」。
第十一宗谷丸
1986年5月竣工・就航、内海造船瀬戸田工場建造。
1,982総トン、全長76.54m、幅14.50m、出力3,800ps、航海速力16.8ノット、旅客定員450名、8tトラック26.9台
利尻・礼文航路に就航。
第五ひやま→アインス宗谷2
1987年4月竣工、1987年5月就航、内海造船瀬戸田工場建造。
1,599総トン、全長70.20m、幅14.50m、出力4,000ps、航海速力15.75ノット、旅客定員370名(夏期540名)、乗用車40台。
奥尻航路に就航。1999年5月、利尻・礼文航路に転配し改名。
ニュー宗谷
1989年5月竣工、1989年6月就航。内海造船瀬戸田工場建造。
3,178総トン、全長95.70m、幅15.00m、出力6,000ps、航海速力20.4ノット、旅客定員650名、8tトラック21台または乗用車56台。
利尻・礼文航路に就航。
クイーン宗谷
1991年10月竣工、1992年6月就航、2000年改装。内海造船瀬戸田造船所建造。
3,531総トン、全長95.70m、幅15.00m、出力6,000ps、航海速力19.5ノット（最大20.4ノット）、旅客定員500名（夏期632名）。車両積載数：トラック(8t)21台・乗用車66台。
船名は、「女王」「王妃」の意。利尻・礼文航路に就航していた。
プリンス宗谷
1994年5月竣工、1995年3月就航、2000年改装。内海造船瀬戸田造船所建造。
3,554総トン、全長95.70m、幅15.00m、出力6,000ps、航海速力19.5ノット（最大20.4ノット）、旅客定員500名（夏期632名）。車両積載数：トラック(8t)21台・乗用車66台。
船名は、凛々しいイメージから「王子」の意をもつ。
2007年10月19日、船体デザイン刷新の第1船として就航、夏空を表す青色をイメージカラーとした。
2009年11月20日をもって運航が終了。売船された。
リバティベル
2000年11月、関西カーゴアクセスから稚内海運が用船した「六甲エクスプレス」を買収し就航。RO-RO船（貨物船）。
利尻・礼文航路に不定期に就航していた。2007年に引退。
ニューひやま
1990年10月竣工、1991年6月就航。2,258総トン、全長76.61m、幅14.50m、出力4,000ps、航海速力17.1ノット（最大17.7ノット）。
旅客定員370名（夏期534名）。車両積載数：トラック(8t)18台・乗用車48台。内海造船瀬戸田造船所建造。
奥尻航路に就航していた。2008年のデザイン変更ではエゾカンゾウを表す黄色をイメージカラーとした。
2009年度末海外売船された。
アインス宗谷
1997年6月25日竣工、1997年7月就航。2,628総トン、全長76.70m、幅14.50m、出力4,000ps、航海速力17.1ノット（最大17.7ノット）。
旅客定員(国際）223名。車両積載数：トラック(8t)18台・乗用車48台。内海造船瀬戸田造船所建造。
船名は、ドイツ語で「1」および「最高」の意をもつ。
利尻・礼文航路に就航したあと、1998年5月1日よりサハリン航路に就航。
2015年9月のサハリン航路廃止ののち2015年11月から2016年2月に奥尻航路で用いられ引退、稚内市と住民団体による新会社による航路継承計画断念でフィリピンへ売船。
アヴローラおくしり
1999年3月竣工、1999年4月就航、2000年改装。2,248総トン、全長76.66m、幅14.50m、出力4,000ps、航海速力17.1ノット（最大17.7ノット）。
旅客定員393名(夏期534名）車両積載数：トラック(8t)18台・乗用車48台。内海造船瀬戸田造船所建造。
船名の由来は、前年に北海道南西沖地震からの「復興宣言」が成されたことから、ローマ神話の夜明けの女神「アウローラ」のロシア語読みより。
奥尻航路に就航、2017年4月末引退しフィリピンへ売船。
フィルイーズ宗谷
2000年9月竣工、2001年5月就航。。3,551総トン、全長95.70m、幅15.00m、出力4,700kW、航海速力19.5ノット（最大20.4ノット）。
旅客定員500名（夏期632名）。車両積載数：トラック(8t)21台・乗用車66台。内海造船瀬戸田造船所建造。
船名は、「落ち着き・安心」の意をもつ英熟語、「feel at ease」より。心の癒しをテーマとすることから命名された。
日本の離島航路初の、交通バリアフリー法適応船。
利礼航路に就航。2019年10月31日をもって引退。その後海外へ売船。

## 事業所
ハートランドホールディングス
- 本社：札幌市中央区北3条西3丁目1番地 札幌北三条ビル12階

ハートランドフェリー
- 本社：稚内市開運2丁目7番1号[注 2]

オクシリアイランドフェリー
- 本社：奥尻郡奥尻町字奥尻309番地先
- 江差支店：檜山郡江差町姥神町江差港北埠頭

旧支店
- 瀬棚営業所：久遠郡せたな町瀬棚区外岸壁埠頭 ※5月から9月までの季節営業